# Наполеон Александр Бертьє
Наполеон Александр Бертьє, повне ім'я Наполеон Александр Луї Жозеф Бертьє, (фр. Napoléon Alexandre Louis Joseph Berthier; нар. 11 вересня 1810—10 лютого 1887) — принц де Ваграм, принц Невшательський і Валенженський, перший герцог де Ваграм, французький політик, сенатор і пер, генеральний радник департамента Сена і Уаза. Кавалер Ордену Почесного легіону. Син маршала імперії Луї-Александра Бертьє та принцеси Марії Єлизавети Баварської.

## Життєпис

### Дитинство

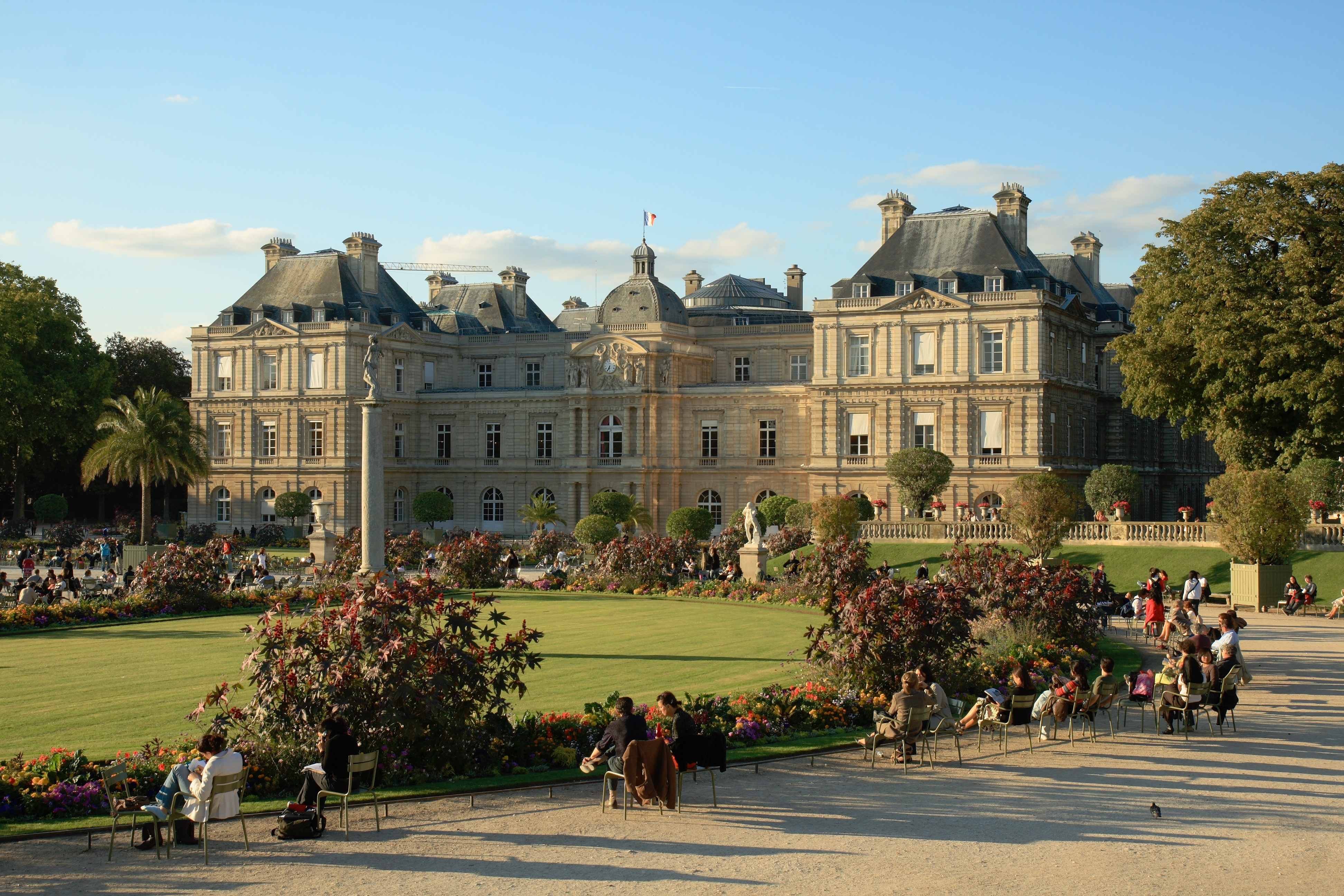
Люксембурзький палац

Наполеон Александр Бертьє народився 11 вересня 1810 в Парижі. Його батьком був прославлений наполеонівський маршал Луї-Александр Бертьє, матір'ю — баварська принцеса Марія Єлизавета. Через два роки у нього з'явилася менша сестра, яку назвали Кароліна Жозефіна. 1812 року його батько супроводжував Наполеона в поході проти Росії, 1813-го — був із ним в Німеччині, 1814-го — у Франції, виконуючи до загибелі імперії обов'язки генерал-майора великої армії. Після вступу союзницьких військ до Парижу у квітні 1814 Наполеон зрікся престолу. Бертьє після зречення імператора подався до свого маєтку, де вдавався до улюблених занять: скульптури і соколиного полювання. Із Луї XVIII він жив в мирі, той навіть дарував йому перство. Після повернення Наполеона від'їхав до баварського Бамберга. Там він і загинув дивним чином чи то будучи вбитим змовниками, чи то викинувшись з вікна у нападі безумства, 1 червня 1915 року.
Після цього його титули принца Ваграмського, принца Невшательського і Валенженського успадкував Наполеон Александр, якому через три місяці виповнювалося п'ять років. Із 17 серпня 1815 року він також вважався пером Франції, звісно, поки що без права брати участь в засіданнях.
19 лютого 1816 року, через вісім з половиною місяців після загибелі батька, у Наполеона Александра народилася ще одна молодша сестра — Марія Анна Вільгельміна.

### Молоді роки
29 червня 1831 року Наполеон Александр одружився. Через рік народилася старша донька, ще через чотири — син. Три тижні потому, 15 квітня 1836 року Бертьє отримав право відвідувати засідання перів у Люксембурзькому палаці. Тоді йому виповнилося двадцять п'ять з половиною років. У той час він був полковником національної гвардії у Буассі-Сен-Леже і займався сільським господарством. У судовій справі проти Шарля Наполеона, щодо бонапартистського заколоту у Стратсбурзі, брати участь відмовився.

### Зрілість
1846-го року уряд Луї-Філіппа представило Наполеона Александра до нагородження Орденом Почесного легіону. 1848-го Бертьє було призначено генеральним радником департаменту Сена і Уаза, де він мав значні земельні володіння. На цій посаді він перебував до 1870 року. У червні 1849 народилася молодша донька Наполеона Александра.
26 січня 1952 року Бертьє увійшов до складу Сенату, створеному Наполеоном III. Сенатором він був до 4 вересня 1870 року. В цей час стан сільського господарства в підлеглій йому області Грос-Буа значно покращився.
23 березня 1854 року він видавав заміж старшу доньку. Наступного — вже став дідом. Друга донька вийшла заміж лише двадцять років потому, 25 червня 1874. Син же продовжив рід, розмінявши п'ятий десяток. Він забезпечив продовження роду Бертьє, побравшись 1882 року із баронесою Ротшильд.
Його дружина померла 27 квітня 1884 року. Через три тижні та ж доля спіткала і старшу доньку.
Сам Наполеон Александр Бертьє пішов з життя 10 лютого 1887, проживши 76 років.

## Шлюб та нащадки

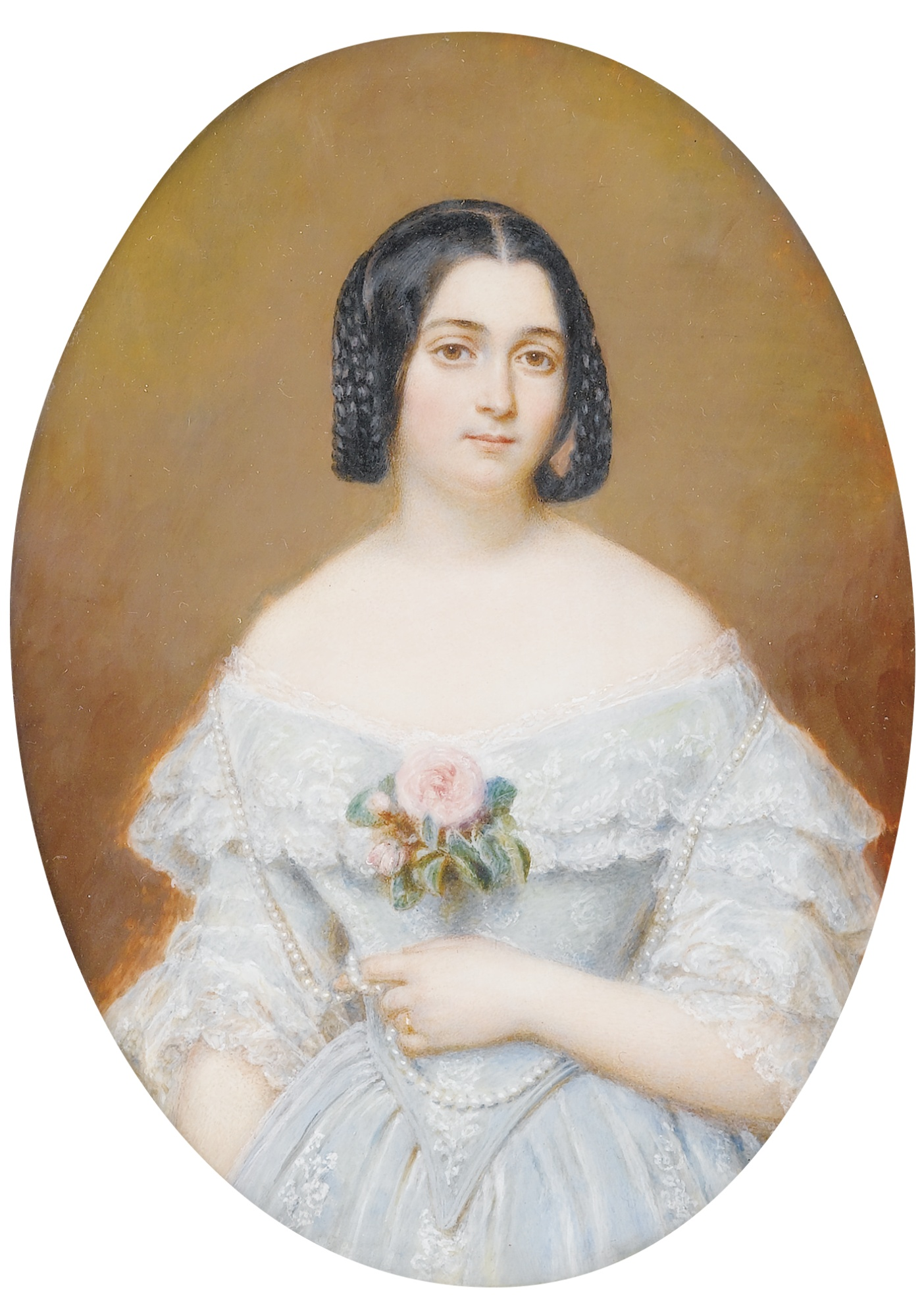
Зенаїда Кларі

Наполеон Александр Бертьє одружився у Парижі 29 червня 1831 року із Зєнаїдою Франсуазою Кларі, донькою Ніколаса Кларі, рідного брата королев Жюлі та Дезіре Кларі, першого графа Кларі, і Мальсі Жанни Анни Ружьє. По батьківській лінії Зенаїда приходилася кузиною королю Швеції Оскару I.
Через рік після весілля з'явилася перша дочка, яку назвали Мальсі. Всього у подружжя народилося троє дітей:
- Мальсі Луїза Кароліна Фредеріка (1832—1884) — принцеса Ваграмська, пошлюблена із 4-м принцом Іоахімом Мюратом, мала сина і двох доньок.
- Луї Філіпп Марія Александр (1836—1911) — принц де Ваграм, пошлюблений із баронесою Бертою фон Ротшильд, мав трьох дітей.
- Єлизавета Александріна Марія (1849—1932) — принцеса Ваграмська, одружена з Гаєм-Етьєном де Тюренном маркізом д'Айнак,[4] генеральним радником департамента Лот[5], мала двох дітей, з яких вижила одна донька.